# لنگرماهی‌ها
لنگرماهی‌ها (نام علمی: Cottus) سرده‌ای از ماهیان پرتوباله عمدتاً آب شیرین است که وابسته به تیرهٔ لنگرماهیان نمادین است. آنها اغلب به عنوان «خارچتری‌های آب شیرین» شناخته می‌شوند، زیرا آنها سردهٔ اصلی لنگرماهی‌ها هستند که در آب شیرین یافت می‌شوند. آنها بومی دیرین‌شمالگان و نوشمالگان هستند.
آنها ماهی‌های کوچک هستند، اکثراً کمتر از ۱۵ سانتیمتر (۶ اینچ) طول، اگرچه تعداد کمی از گونه‌ها می‌توانند به دو برابر آن اندازه برسند.